# Mongólia nos Jogos Olímpicos de Verão de 2004
A Mongólia competiu nos Jogos Olímpicos de Verão de 2004, em Atenas, na Grécia com vinte esportistas, disputando sete modalidades.

## Medalhista

### Bronze
- Judô - peso ligeiro masculino (até 60 kg): Khashbaataryn Tsagaanbaatar.